# Alticuma carinatum
Alticuma carinatum är en kräftdjursart som först beskrevs av John Todd Zimmer, och fick sitt nu gällande namn av  1921. Alticuma carinatum ingår i släktet Alticuma och familjen Bodotriidae. Inga underarter finns listade i Catalogue of Life.